# Макгиллис, Келли
Ке́лли Энн Макги́ллис (англ. Kelly Ann McGillis; род. 9 июля 1957, Ньюпорт-Бич, Калифорния) — американская актриса, известная по фильмам «Свидетель» (за роль в котором она была номинирована на «Золотой глобус»), «Лучший стрелок» и «Обвиняемые».

## Ранняя жизнь
Келли Макгиллис родилась 9 июля 1957 года в городе Ньюпорт-Бич штата Калифорния. Её отец — врач-терапевт Дональд Макгиллис, мать — домохозяйка Джоан. По отцу Макгиллис имеет шотландско-ирландские происхождение, а по матери — немецкое.
Макгиллис обучалась в средней школе Ньюпорт-Харбор. Для того, чтобы заняться актёрской карьерой, она бросила школу, однако в дальнейшем она обучалась в учебном заведении Juilliard в Нью-Йорке, а также изучала актёрское мастерство в Pacific Conservatory of Performing Arts в Санта-Монике.

## Карьера
С самого начала карьера в кино для Келли Макгиллис складывалась удачно. Её первая роль в фильме «Рубен, Рубен» получила признание критиков, экспертов и зрителей, а картина была номинирована на премию «Оскар» в разных категориях. В дальнейшем актриса снималась во многих проектах, в том числе телевизионных.
В 1985 году она снялась в триллере «Свидетель» с Харрисоном Фордом. За эту роль она была номинирована на «Золотой глобус». Её следующей заметной ролью стала астрофизик Шарлотта Блэквуд в фильме «Лучший стрелок» с Томом Крузом и Вэлом Килмером. Затем она появилась в фильме «Обвиняемые», где сыграла роль прокурора, поддерживающую героиню Джоди Фостер. Далее Макгиллис снялась в «Преследователе кошек» с Питером Уэллером, с которым в процессе съёмок у актрисы сложились напряжённые отношения из-за того, что он отговаривал её продолжать актёрскую карьеру. В 1990-х годах Келли Макгиллис сыграла десятки ролей в кино и на телевидении, после чего на несколько лет отошла от работы, чтобы больше времени проводить в кругу семьи.
В 2004 году она вышла на театральную сцену на Бродвее, сыграв роль миссис Робинсон в постановке «Выпускник» (англ. The Graduate). С 2006 года она продолжила работать на телевидении, снявшись в пятом сезоне сериала «Секс в другом городе».

## Личная жизнь

### Отношения
В 1979 году она вышла замуж за Бойда Блэка (англ. Boyd Black), но через два года они развелись. В 1989 году Келли вышла замуж за Фреда Тилмана (англ. Fred Tillman). В этом браке она родила двоих дочерей — Келси и Сонору. Пара развелась в 2002 году.
В апреле 2009 года в интервью ЛГБТ-сайту SheWired.com Келли Макгиллис призналась, что она лесбиянка. В 2010 году на церемонии в Коллингсвуде она вступила в фактический брак с Мелани Лейс, с которой познакомилась в 2000 году, когда та работала барменом в принадлежавшем Келли и её второму мужу ресторане в Ки-Уэст, штат Флорида. В 2011 году пара рассталась.

### Нападения
В 1982 году Макгиллис пережила жестокое нападение и изнасилование двумя мужчинами в собственном доме. Этот опыт впоследствии помог актрисе воплотить образ в фильме «Обвиняемые».
В июне 2016 года актриса подверглась нападению неизвестной женщины в своём доме. Макгиллис заявила, что данный инцидент, как и предыдущие, побудили её подать заявление на разрешение ношения скрытого оружия. Нападавшую Лоуренс Мари Дорн признали виновной в незаконном проникновении со взломом и приговорили к испытательному сроку.

## Фильмография
| Год  |    | Русское название                              | Оригинальное название                      | Роль                      |
| ---- | -- | --------------------------------------------- | ------------------------------------------ | ------------------------- |
| 1983 | ф  | Рубен, Рубен                                  | Reuben, Reuben                             | Женева Споффорд           |
| 1984 | тф | Сладкая месть                                 | Sweet Revenge                              | Кэтрин                    |
| 1984 | с  | Живём только раз                              | One Life to Live                           | Гленда Ливингстон         |
| 1985 | ф  | Свидетель                                     | Witness                                    | Рэйчел Лэпп               |
| 1985 | тф |                                               | Private Sessions                           | Дженнифер Коулз           |
| 1986 | ф  | Лучший стрелок                                | Top Gun                                    | Шарлотта «Чарли» Блэквуд  |
| 1986 | мф | Первое рождество Санты-медведя                | Santabear's First Christmas                | Рассказчик                |
| 1987 | ф  | Незаселённая земля                            | Ha-Holmim                                  | Анда                      |
| 1987 | ф  | Сделано в раю                                 | Made in Heaven                             | Энни Паккерт/Элли Чандлер |
| 1987 | мф | Воздушное приключение Санты-медведя           | Santabear's High Flying Adventure          | Missy Bear                |
| 1988 | ф  | Дом на Кэрролл-стрит                          | The House on Carroll Street                | Эмили Крейн               |
| 1988 | ф  | Обвиняемые                                    | The Accused                                | Кэтрин Мерфи              |
| 1989 | в  |                                               | Rabbit Ears: Thumbelina                    | Рассказчик                |
| 1989 | ф  | Суровые люди                                  | Winter People                              | Колли Райт                |
| 1989 | ф  | Преследователь кошек                          | Cat Chaser                                 | Мэри                      |
| 1991 | ф  | Остров Грэнд-Айл                              | Grand Isle                                 | Эдна Понтелье             |
| 1992 | тф |                                               | Perry Mason: The Case of the Fatal Framing |                           |
| 1992 | ф  | Бейб                                          | The Babe                                   | Клэр Ходжсон Рут          |
| 1993 | тф |                                               | Bonds of Love                              | Роуз Паркс                |
| 1994 | тф |                                               | Bitter Blood                               | Сьюзи Линч                |
| 1994 | ф  | Норт                                          | North                                      | Мать из общины амишей     |
| 1995 | с  | Чёрные глаза                                  | Dark Eyes                                  | Мила МакГанн              |
| 1995 | тф | Помни меня                                    | Remember Me                                | Менли Николс              |
| 1996 | тф | Правосудие - это мы                           | We the Jury                                | Элис Белл                 |
| 1997 | тф |                                               | The Third Twin                             | Доктор Джен Феррами       |
| 1998 | ф  | Раскрашенные ангелы                           | Painted Angels                             | Нетти                     |
| 1998 | тф | Погоня за смерчем                             | Storm Chasers: Revenge of the Twister      | Джейми Маршалл            |
| 1998 | тф | Идеальная жертва                              | Perfect Prey                               | Одри                      |
| 1998 | ф  | Контроль земли                                | Ground Control                             | Сьюзан Страттон           |
| 1999 | ф  | С первого взгляда                             | At First Sight                             | Дженни Адамсон            |
| 1999 | ф  | Договор                                       | The Settlement                             | Fake Barbara/Ellie        |
| 2000 | мф | Дикая семейка Торнберри                       | The Wild Thornberrys                       |                           |
| 2000 | с  | За гранью возможного                          | The Outer Limits                           | Николь Уитли              |
| 2000 | ф  | Маска обезьяны                                | The Monkey's Mask                          | Профессор Диана Мейтлэнд  |
| 2000 | мф | Приключения Базза Лайтера из звёздной команды | Buzz Lightyear of Star Command             | Gorgeous Woman            |
| 2001 | ф  | Единственный выход                            | Morgan's Ferry                             | Вонни Карпентер           |
| 2001 | ф  |                                               | No One Can Hear You                        | Trish Burchall            |
| 2006 | тф |                                               | Cold Shoulder                              |                           |
| 2006 | тф | Чёрный вдовец                                 | Black Widower                              | Нэнси Вествельд           |
| 2007 | в  | Охота на динозавра                            | Supergator                                 | Ким Тафт                  |
| 2008 | с  | Секс в другом городе                          | The L Word                                 | Полковник Джиллиан Дэвис  |
| 2010 | ф  | 1 минуту                                      | 1 a Minute                                 | Рассказчик                |
| 2010 | ф  | Земля вампиров                                | Stake Land                                 | Сестра                    |
| 2011 | ф  | Тайны старого отеля                           | The Innkeepers                             | Лиэнн Риз-Джонс           |
| 2013 | ф  | Мы такие, какие есть                          | We Are What We Are                         | Марж                      |